# Kefersteinia jarae
Kefersteinia jarae är en orkidéart som beskrevs av David Edward Bennett och Eric Alston Christenson. Kefersteinia jarae ingår i släktet Kefersteinia och familjen orkidéer. Inga underarter finns listade i Catalogue of Life.